# UC 100
UC 100 war ein U-Boot der Kaiserlichen Marine vom Typ UC III, das im Ersten Weltkrieg gebaut, aber nicht mehr eingesetzt wurde.

## Geschichte
Das Boot wurde unter der Baunummer 334 bei Blohm & Voss in Hamburg gebaut. Am 14. April 1918 lief UC 100 vom Stapel. Es wurde am 1. Oktober 1918 unter dem Kommando von Oberleutnant zur See Siegfried Vahl in Dienst gestellt, ging jedoch aufgrund des baldigen Kriegsendes nicht mehr auf Feindfahrt. Stattdessen musste das Boot nach dem Waffenstillstand an die Entente ausgeliefert werden, was am 22. November in Harwich geschah. UC 100 wurde Frankreich als Kriegsbeute zugesprochen und 1921 in Cherbourg abgebrochen.